# Hudi Bitek
Hudi Bitek is een plaats in de gemeente Zagreb in de Kroatische provincie Stad Zagreb. De plaats telt 331 inwoners (2001).